# Extradosed-Brücke

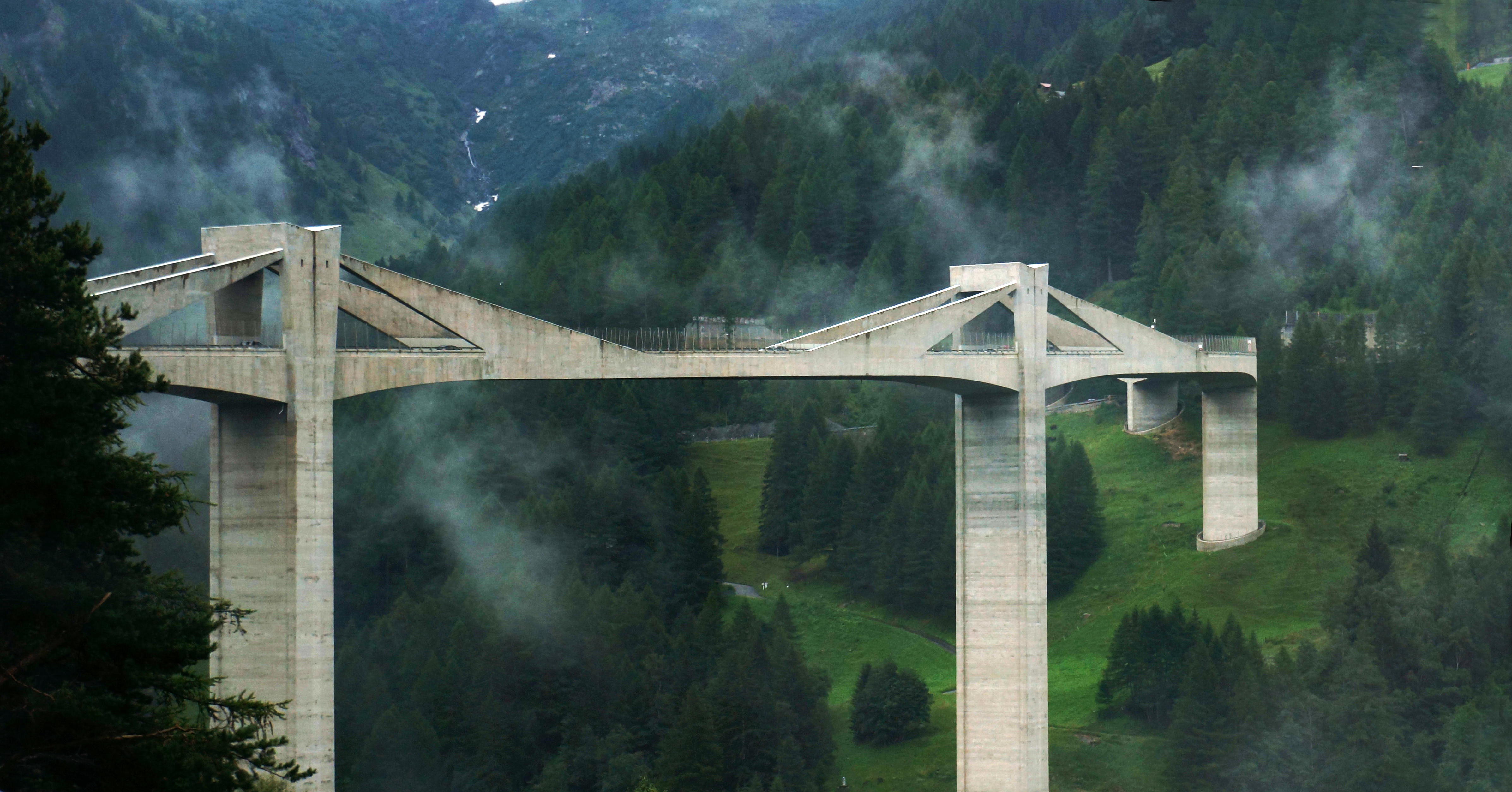
Ganterbrücke, Ingenieur: Christian Menn, eine der ersten Extradosed-Brücken

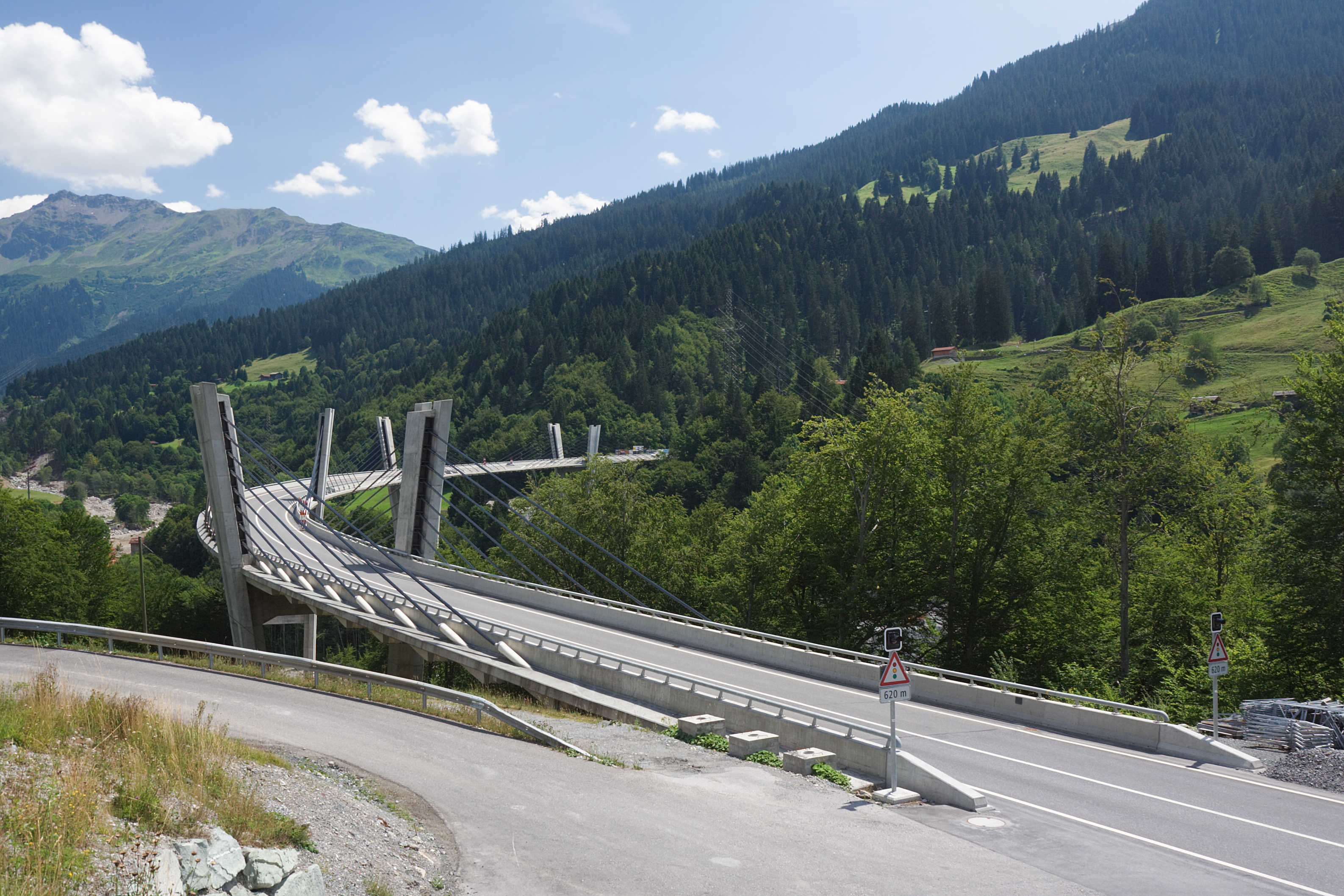
Sunnibergbrücke, Ingenieur: Christian Menn, Beispiel für eine Extradosed-Brücke

Als Extradosed-Brücke (engl. extradosed bridge, deutsch auch Zügelgurtbrücke) wird eine vergleichsweise neue Konstruktion von Spannbetonbrücken bezeichnet, bei der die Spannglieder außerhalb des Querschnitts des Fahrbahnträgers über einen niedrigen Pylon geführt werden und dadurch das Tragverhalten einer Schrägseilbrücke und einer Balkenbrücke kombiniert wird. Die Bezeichnung leitet sich ursprünglich aus dem französischen Begriff „extrados“ für „außerhalb liegender (Gewölbe-)Rücken“ ab, der leicht bedeutungsverändert ins Englische übernommen wurde.

## Beschreibung

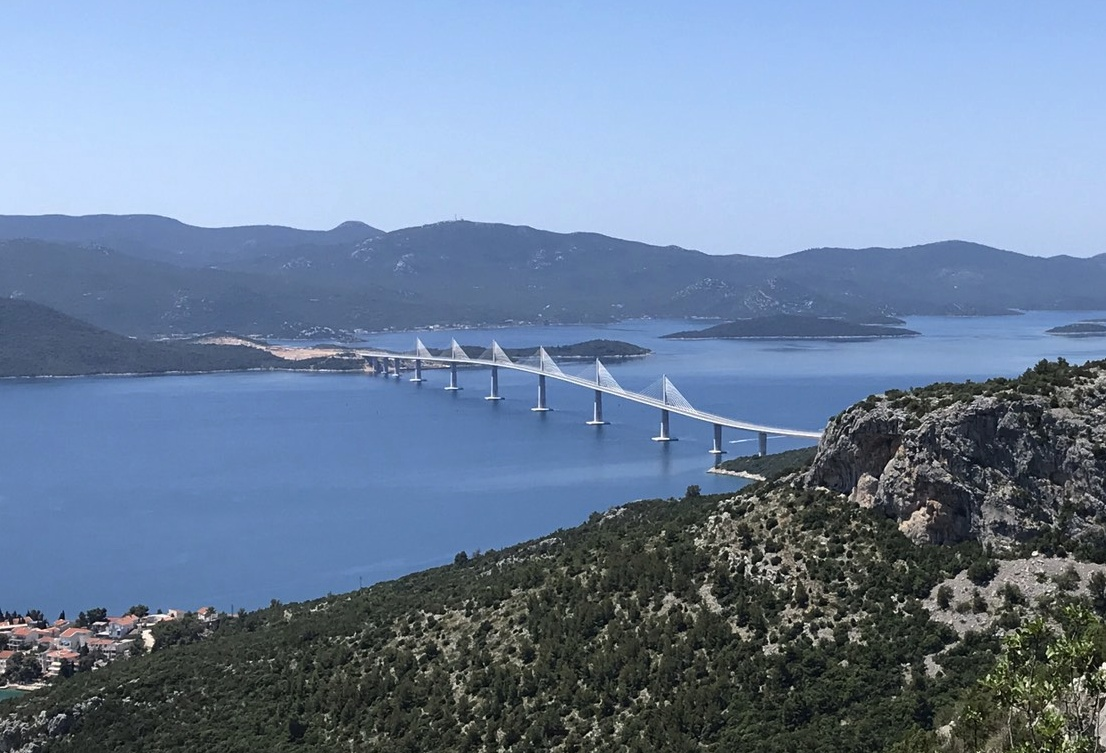
Pelješac-Brücke, die das kroatische Festland mit der Halbinsel Pelješac verbindet und dadurch den Korridor von Neum (Bosnien-Herzegowina) umgeht

Äußerlich unterscheiden sich Extradosed-Brücken von Schrägseilbrücken durch niedrige Pylone und flach geneigte Schrägseile bzw. Spannglieder. Durch diese Anordnung wird der innere Hebelarm für die Spannglieder deutlich günstiger festgelegt. Die flach geneigten Schrägseile wirken wie eine oben liegende Voute. Sie tragen den Überbau von einem relativ niedrigen Pylon aus und spannen den Überbau gleichzeitig vor. Die Pylone können viel niedriger sein, als sie bei einer reinen Schrägseilbrücke sein müssten. Ihre Höhe beträgt meist nur 1/10 bis 1/12 der Hauptspannweite. Die Schrägseile reichen meist nicht bis zur Mitte der Hauptöffnung, sondern lassen das mittlere Fünftel frei. Der Überbau benötigt eine geringere Bauhöhe als eine Balkenbrücke mit innen liegender Vorspannung. Das Tragsystem kann auch als „überspannter Durchlaufträger“ bezeichnet werden.
Auch hinsichtlich der Spannweite von Brücken sind Extradosed-Brücken ein Zwischenglied zwischen Balkenbrücken und Schrägseilbrücken. Balkenbrücken gelten bei kleinen Spannweiten von 100 bis zu 200 m als wirtschaftlich.

## Geschichte
Ein Vorläufer war die von Ulrich Finsterwalder und Herbert Schambeck entworfene Werksbrücke West (1972), deren Hauptöffnung aus Platzgründen nicht in ganzer Länge an den einzigen Pylon der Schrägseilbrücke angehängt werden konnte. Sie hat auf dem gegenüberliegenden nördlichen Uferpfeiler sogenannte Betonsegel, in denen die Spannglieder für den nördlichen Teil der Kragträger angeordnet sind.
Christian Menn entwarf die zwischen 1976 und 1980 erbaute Ganterbrücke, ohne allerdings in dem 1979 erschienenen Artikel den Begriff „extradosed“ zu benutzen. Sie weist durch Betonscheiben umhüllte Schrägkabel auf.
Bei der 1980 durchgeführten Verstärkung der Brücke über den San bei Rzuchow (polnisch Most w Rzuchowie), einer zur Landgemeinde Leżajsk in der Woiwodschaft Karpatenvorland in Polen gehörenden Ortschaft, wurden die seitlich angebrachten externen Spannkabel über niedrige Pylone geführt. Da die Verstärkung noch vor der Ganterbrücke fertiggestellt war, sehen manche diese Brücke als erste Extradosed-Brücke.
Jacques Mathivat stellte 1983 oder 1984 in einem nicht realisierten Entwurf für das Viaduc de l’Arrêt Darré erstmals eine Brücke vor, deren Längsverspannung offen über einen niedrigen Pylon geführt wird. In einem 1987 erschienenen französischen Artikel prägte er dafür den Begriff précontrainte extradossée. Dieser Artikel erschien in ähnlicher Form 1988 in der üblicherweise in der Literatur zitierten englischen Fassung.

## Einige Extradosed-Brücken
- 1980 Ganterbrücke, Schweiz
- 1993 Ponte dos Socorridos, Madeira[7]
- 1994 Odawara-Brücke, Japan[8]
- 1996 Natorigawa-Brücke, Japan[9]
- 1996 Pont de Saint-Rémy-de-Maurienne, Frankreich
- 1998 Sunnibergbrücke, Schweiz
- 1998 Shin-Karato-Brücke, Japan[10]
- 1998 Tsukuharabrücke, Japan[11]
- 1999 Marcelo-Fernan-Brücke, Philippinen[12]
- 1999 Extradosed-Eisenbahnbrücke Sapporo, Japan[13]
- 2002 Koror–Babeldaob Bridge, Palau
- 2008 Dienvidu Tilts, Riga, Lettland
- 2009 Viaduc de la ravine des Trois-Bassins, Réunion
- 2010 Hochstraße Považská Bystrica, Slowakei
- 2012 Donaubrücke 2 / Brücke Widin–Calafat, Bulgarien – Rumänien
- 2013 Neue Waschmühltalbrücke, Kaiserslautern, Deutschland[14]
- 2013 Weichselbrücke bei Kwidzyn, Polen
- 2014 Autobahnbrücke Mszana, Mszana, Polen
- 2017 Gangesbrücke Arrah – Chhapra, Indien (derzeit längste Extradosed-Brücke)
- 2017 St. Croix Crossing, Minnesota, USA[15]
- 2019 Amurbrücke Blagoweschtschensk – Heihe, Russland – China
- 2020 Rose Fitzgerald Kennedy Bridge, Irland
- 2020 Hongxi-Brücke, Zhejiang, China
- 2021 Extradosed-Autobahnbrücke am Knoten Prešov-západ, Slowakei
- 2022 Pelješac-Brücke, Kroatien
- 2023 Aicherparkbrücke, Rosenheim, Deutschland